# Hans Wolff Schonat

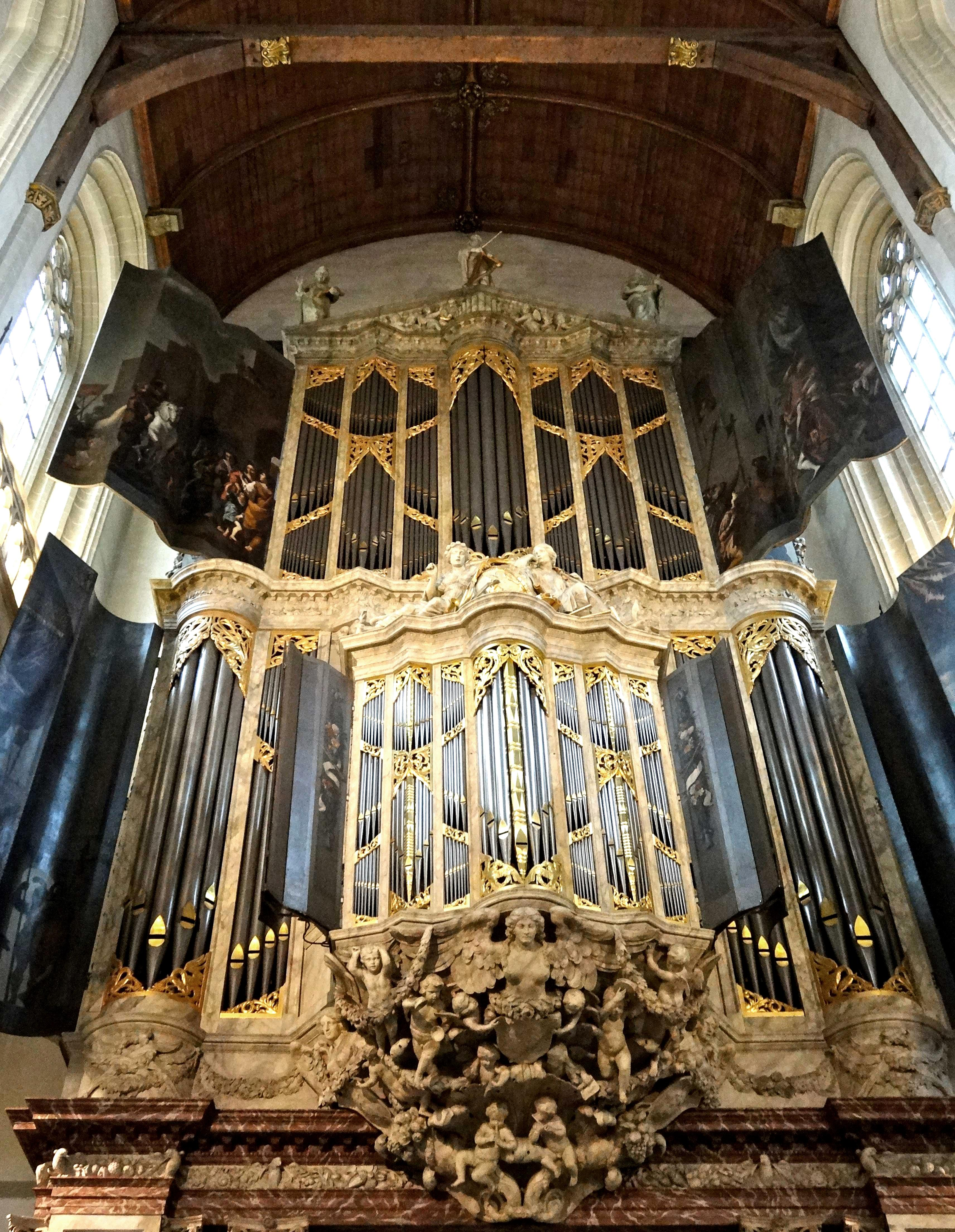
Hoofdorgel van de Nieuwe Kerk in Amsterdam, in 1655 gebouwd door Hans Wolff Schonat, omstreeks 1670 gewijzigd door Jacobus Galtuszn van Hagerbeer en Roelof Barentszn Duyschot met een orgelkast van Jacob van Campen, en in 1981 gerestaureerd door Marcussen & Søn.

Joannes Wolfgangus Schonat, bekend als Hans Wolff Schonat (Windsheim, Beieren, 1614 - ± 1673) was een in Nederland werkzame Duitse orgelbouwer. Hij is een van de Midden-Duitse orgelbouwers die een aantal vernieuwingen in de 17e-eeuwse Nederlandse orgelbouwkunst introduceerden, zoals een rijkere pedaalbezetting.
Schonat was de zoon van de orgelbouwer Martin Schonat. In 1650 sloot hij een contract over de bouw van een orgel in de Nieuwe Kerk te Amsterdam. In de periode 1661-1670 vestigde hij zich te Jutphaas. Op een lijst van weerbare mannen aldaar wordt hij nog samen met zijn zoon genoemd in februari 1672. Vermoedelijk is hij in het Rampjaar 1672 overleden.
Naast kerkorgels bouwde hij huisorgels en misschien ook klavecimbels, zoals veel orgelbouwers in die tijd deden. Hij had connecties met de Amsterdamse klavecimbelbouwer Herman Geerdinck (1604-1680).

## Orgels van Schonat
Een aantal van de belangrijkste orgels die Schonat bouwde of waaraan hij een belangrijke bijdrage leverde, bouwde hij voor:
- de Nieuwe Kerk, Amsterdam (1655)
- de Oude Kerk, Amsterdam (1658), transeptorgel
- de Evangelisch-Lutherse Kerk, Den Haag (1648), in 1753 vervangen door een ander orgel.[6]

In 1823 werd het pijpwerk van Schonats transeptorgel in de Oude Kerk verwijderd en geïnstalleerd in het orgel van de Zuiderkerk. Later verhuisde het pijpwerk naar de Oosterkerk in Aalten en vervolgens (in 1977) naar het orgel in de Willebrordkerk in Oegstgeest.
Tijdens de restauratie van de Heilige Lodewijkkerk in Leiden in 2004/2005 werd ontdekt dat het merendeel van de oude onderdelen - pijpen en windladen - van het Mitterreither-orgel van de hand van Schonat is.
Jürgen Ahrend · Johann Bätz · Heinrich Andreas Contius · Familie Gilman · Friedrich Fleiter · Carl Frei · Heinrich Hermann Freytag · Joseph Gabler · Rudolf Garrels · Gottfried Silbermann · Gerhard Grenzing · Albertus Antoni Hinsz · Bartelt Immer · Hans Henny Jahnn · Ludwig König · Hinrich Just Müller · Christian Müller · Carl Friedrich August Naber · Paul Peuerl · Georg Heinrich Quellhorst · Joachim Richborn · Arnold Rohlfs · Conradus Ruprecht II · A. Ruth und Sohn · Wilhelm Rütter · Arp Schnitger · Hans Wolff Schonat · Ernst Seifert · Andreas Silbermann · Friedrich Stellwagen · Johannes Stephanus Strümphler · Hans Suys · Johannes Wilhelmus Timpe · Welte-Mignon · Johann Friedrich Wenthin · Christian Gottlieb Friedrich Witte
Adema · Gebroeders Van der Aa · Jacobus Armbrost · Bakker & Timmenga · Johann Bätz · Jonathan Bätz · Joseph Binvignat · Sander Booij · Martin Butter · Van Dam · Matthijs van Deventer · Geert Pieters Dik · Johannes Duyschot · Roelof Barentszn Duyschot · Bernhardt Edskes · Marten Eertman · Gerardus Elberink · Elbertse · Antoon van Elen · Flentrop · Dirk Flentrop · Heinrich Hermann Freytag · Rudolf Garrels · Justus Geerkens · Pieter Geerkens · Gradussen · Albertus van Gruisen · Willem van Gruisen · Nicolaas van Hagen · Willem Hardorff · Hendrik Hermanus Hess · Jan van den Heuvel · Jan Adolf Hillebrand · Albertus Antoni Hinsz · Bernard Petrus van Hirtum · Nicolaas van Hirtum · Cornelis Hoornbeek · Klop Orgels & Klavecimbels · Hermanus Knipscheer · Johan Frederik Kruse · Ernst Leeflang · Lohman · Jan van Loo · Michaël Maarschalkerweerd · Pieter Maarschalkerweerd · Abraham Meere · Roelf Meijer · Michaël Mercator · Carl Friedrich August Naber · Familie Niehoff · Cornelis van Oeckelen · Petrus van Oeckelen · Detlef Onderhorst · Pels & Van Leeuwen · Pereboom & Leijser · Elbert Pluer · Radersma · Joachim Reichner  · Reil · Cornelis Rogier · Mense Ruiter · Conradus Ruprecht II · Hans Wolff Schonat · Franciscus Cornelius Smits · Frans Casper Snitger · Johannes Stephanus Strümphler · Johannes Wilhelmus Timpe · Valckx & Van Kouteren · Kam & Van der Meulen · Henk Veeningen · Matthijs Verhofstadt · Vermeulen · Verschueren · Johannes Vollebregt · Jacobus Vollebregt · Van Vulpen · Christian Gottlieb Friedrich Witte · Johan Frederik Witte · Lodewijk Ypma · Jacobus Zeemans
Zuid-Nederlands orgelbouwer (voor 1830)